# 민주노동당 (2000년 대한민국)

대한민국의 시계열적 정당 지도

민주노동당(民主勞動黨)은 대한민국의 진보정당이다. 2000년 1월 30일 창당하여 2011년 통합진보당으로 통합되었다.
2004년 17대 총선거에서 지역구 2석, 비례대표 8석(정당 득표율 13.1%)을 획득하여 대한민국 의회 진출에 성공하였고,
대한민국 내에서 좌파 이념정당의 강한 정체성을 가지고 있던 정당이었다.
이후 2011년 국민참여당, 새진보통합연대(진보신당 탈당파)과 합당을 선언하여 통합진보당이 출범되며 소멸되었다.

## 역사

### 창당에서2002년 대선까지
민주노동당의 전신은 1997년 10월에 결성한 국민승리21이다. 국민승리21의 주요 세력은 진보정당 추진을 오래전부터 준비해온 '민중정치연합'(대표:노회찬)과 노동자 정치세력화를 준비, 추진하던 민주노총, 민족 민주운동을 대표하는 전국연합이었다. 그러나 1997년 대선을 거치면서 전국연합은 이탈하고, 남은 두 세력을 중심으로 2000년 1월 30일 민주노동당을 창당했다. (대표:권영길, 부대표:노회찬)
- 1997년 - 2000년 민주노동당의 전신 국민승리21으로 활동
- 1997년 대한민국 제15대 대통령 선거에서 권영길 후보가 출마하여 1.19% 득표
- 2000년 1월 30일 민주노동당 창당, 권영길 후보를 대표로 선출
- 2000년 대한민국 제16대 국회의원 선거 출마, 출마지역 평균 13.1% 득표
- 2002년 3월 권영길 대표, 노회찬 사무총장을 선출
- 2002년 제3회 전국동시지방선거에서 기초단체장 2, 광역의원 11명 (비례 9명 포함) 당선, 정당득표에서 8.13% 득표
- 2002년 대한민국 제16대 대통령 선거에서 권영길 후보가 출마하여 3.98% 득표

### 2004년 총선거 이후
2004년 제17대 국회의원 총선거에서 총 10명의 국회의원을 배출하면서 제도권 정당으로 진입하였다. 지역구 당선자(2명)는 권영길(창원시 을) 의원과 조승수(울산 북구) 의원이었고, 특히 정당 투표에서 13.03% 득표하여 8명의 비례대표를 당선시켜 '44년 만의 진보 정당 원내 진출'이라고 묘사되는 큰 성과를 얻었다. 국회의원 총선거 직후에 시행된 제2기 지도부 선거에서 김혜경 후보가 대표로 선출되었다.
그러나 17대 총선거 당시 울산 북구의 음식물 자원화 시설 관련 간담회에서 있었던 조승수 의원(당시 국회의원 후보)의 발언이 빌미가 되어 2005년 9월에 조승수 의원이 의원직 상실에 해당하는 대법원 판결을 받았다. 그리고 곧바로 10월 26일에 시행된 재선거에서 민주노동당의 정갑득 후보가 한나라당 윤두환 후보에게 패함에 따라 민주노동당의 전체 의석 수는 총 9석으로 줄어들게 되었다. 민주노동당 측은 조승수 의원이 뇌물수수 등의 범죄사실이 없으며, 조승수 의원의 의원직 박탈은 정부의 민주노동당 탄압의 일환이라고 비판하였다.
- 2005년 8월 24일 김혜경 대표가 방북 기간 중 평양 신미리 애국열사릉을 참배한 자리에서 방명록에 "당신들의 ‘애국의 마음’을 길이길이 새기겠다"는 내용의 서명을 해 논란을 빚기도 했다.

- 2005년 2월 당시 고등학생 신분이었던 이계덕이 대의원에 출마하여 당선되어 1970년대 이후 대한민국 최초의 공당사상 18세 정당인 이력을 가지기도 했다.[3]

- 2005년 10월 울산 북구 국회의원 재보궐 선거 패배에 대한 책임을 지고 김혜경 대표를 비롯한 전 지도부가 총사퇴하였고, 그동안 민주노동당은 비상대책위원회(임시대표 권영길) 체제로 운영되었다.

- 2006년 1월 20일부터 24일까지 새로운 지도부를 선출하는 당직선거가 치루어졌고, 대표 후보로 주대환, 문성현, 조승수 세 후보가 도전하였다. 이후 문성현 후보와 조승수 후보와의 2차 투표 끝에 2006년 2월 10일 자주파의 지지에 힘입어 문성현 후보가 새 대표로 당선되었다.

- 제4회 전국동시지방선거에서 광역의원 15명 (비례 10명 포함), 기초의원 66명이 당선되었으며, 정당득표에서 12.1% 득표하였다.

### 2007년 대통령 선거

심상정, 권영길, 노회찬 대선 후보 경선

2007년 치러진 대통령 선거에서 자주파의 지지를 받은 권영길 의원이 평등파의 지지를 받은 심상정, 노회찬 두 후보를 누르고, 민주노동당 대선 후보로 선출되었다.
17대 대선에서 권영길 후보는 3.0%의 득표율(712,121 표)을 기록했는데, 이는 2004년 제17대 총선의 13.03%의 득표율은 물론, 2002년 대통령 선거의 3.9%보다 낮아진 수치였다. 각 시도 지자체 중 가장 높은 지지율을 얻은 곳은 울산광역시(8.4%)이다.

### 민주노동당의 분당
민주노동당은 여러 가지 문제로 진보신당과 분당하게 된다.
첫 번째 문제는 2007년 대선의 저조한 득표결과로 인한 지도부 책임론이다. 대선 이후 자주파의 지지를 받던 문성현 대표가 퇴진하고, 평등파에 속하는 심상정 의원이 비상대책위원장으로 활동하였다. 심상정 위원장은 혁신안을 통해 당내 다수파인 자주파의 대북정책을 비판하고 진보정당으로서의 혁신을 위하여 노력했는데, 이것은 여러 가지 당내 논쟁을 촉발시켰다. 혁신안의 핵심 내용은 당시 일심회 사건에 연루되어 당내 정보를 북한에 넘겨왔던 두 명의 당원을 제명하고 자주파 간부들을 당내 2선으로 물러나게 하며, 제3세력 중 일부에서 주장하였던 정파등록제를 도입하여 당내 여러 계파들을 공식적으로 등록하는 것 등이었다.
두 번째 문제는 지속적으로 문제가 되어왔던 당직선거에 대한 문제였다. 그동안 당직선거는 인터넷 투표를 악용한 대리투표(예를 들어 당직자가 노트북을 들고 다니면서 당원들에게 자신의 정파 후보를 투표하게 하는 방식)와 오프라인 투표에서의 "몰표" 현상이 지속적으로 발생하였는데 대선 이후 부산의 한 지역위원회 위원장 투표에서 평등파 후보가 단일 후보로 나오자 다수파인 자주파에서 일부러 낙선시키는 사건이 발생하였다. 그리고 이 사건 이후에 부산에서 상당한 탈당이 이어지는 하나의 계기가 되었다.
세 번째 문제는 북핵 사건으로 인한 친북 종북주의 문제다. 2005년 북한의 핵보유 선언에 이은 2006년 북한 핵실험에 대한 입장 차이(평등파는 북한 핵실험을 규탄할 것을 주장했고, 자주파는 북핵은 미국에 맞서기 위한 자위적인 측면이 있으므로 일방적으로 규탄해서는 안된다는 입장이었다.)로 자주파와 평등파 사이에서 상당한 감정싸움이 진행되었고 심지어는 조승수 전 의원은 조선일보와의 인터뷰를 통하여 신당 창당의 목적을 자주파의 친북 종북주의 문제로 규정할 정도로 상당한 논란이 지속되었다.
결국 이러한 파행들로 인하여 당내 혁신에 한계를 절감한 당원들을 중심으로 새로운 진보정당의 모색이 본격화되었고, 2008년 1월 11일 부산 해운대 평당원 52명의 탈당을 시작으로 분당과정을 겪게 된다. 탈당을 선언한 당원들과 평등파 일부가 새로운 진보정당 운동을 선언하며'새로운 진보정당 운동'을 발족했고 이들은 2월 3일에 있었던 민주노동당 임시당대회(일명 분당대회) 이후에 진보신당을 창당하는데 주력하였다. 당시 심상정 위원장은 혁신안이 부결될 경우 탈당도 불사하겠다는 강력한 의지를 천명하였다. 반면 자주파 대의원들은 민주노동당이 국가보안법 피의자들을 이중처벌 한다는 점 등을 들어 혁신안을 반대하였다. 그리고 자주파와 평등파에 속하지 않는 제3세력들 중에는 자주파의 패권주의적 당 운영을 비판하는 동시에 평등파가 사실상 자주파를 대체하여 당내 권력을 쥐려 한다는 점과 함께 정파등록제를 통해 자신과 노선이 다른 계파들을 통제하려고 한다는 점을 비판하는 정파도 있었다.
결국 2008년 2월 8일, 센트럴시티 9층 대회의실에서 진행된 민주노동당 임시당대회에서 자주파 성향 대의원들의 반대로 혁신안의 핵심 내용은 부결되었으며 자주파의 수정안대로 통과되었다. 혁신안이 부결되자 심상정 위원장을 비롯한 비대위원 전원이 사퇴하였고, 민주노동당 제1기와 제2기 지도부를 구성하였던 인물들 가운데 김혜경, 주대환, 김종철, 심재옥, 홍승하, 김기수 등이 탈당하였으며, 민주노동당 소속 국회의원 심상정, 노회찬, 조승수, 단병호도 탈당하였다. 임시당대회 이후 2008년 4월까지 민주노동당을 탈당한 당원우 16,904명에 이르렀고, 2008년 1월 당시 11만여 명에 이르던 민주노동당의 당원 수는 9만 4천여 명으로 줄었다. 민주노동당을 탈당한 사람들 중 일부는 2008년 2월 21일 '진보신당연대회의' 준비위원회를 결성하였으며, 2008년 3월 진보신당 창당이 공식 선언되었고, 민주노동당은 분당되었다.

### 분당 이후
2008년 총선에서 민주노동당은 창원시 을 선거구에서 권영길 후보, 사천시 선거구에서 강기갑 후보가 각각 지역구 국회의원으로 당선되었다. 비례대표는 곽정숙, 홍희덕, 이정희 세 명의 후보가 당선되어 지난 2004년보다 5석 줄어든 5명의 국회의원이 당선되었다. 권영길 의원은 진보정당 국회의원으로서는 사상 처음으로 지역구에서 재선에 성공하였고, 강기갑 의원은 여론 조사 결과를 뒤엎고 한나라당의 사무총장이자 이명박 대통령의 대표적인 측근인 이방호보다 182표를 더 득표하여 당선되었다. 민주노동당의 정당 지지율은 2004년 총선의 13.1%에 못미치는 5.7%를 기록했으며, 진보신당의 2.9%를 합쳐도 9%가 되지 않는다. 하지만 2007년 대선에서 권영길 후보가 얻은 3.0%의 득표율보다는 높은 득표율을 기록하였다.
총선이 끝난 5월 초부터 한미 쇠고기 협상 논란이 불거져 나오자, 민주노동당은 강기갑 의원을 중심으로 졸속협상 비판, 이명박 정부를 상대로한 투쟁에 돌입했다. 당 지도부가 일주일 동안 단식농성을 치렀으며, 이후에는 협상 내용을 비판하는 촛불 집회에 참여하였다. 이러한 활동에 힘입어 5월 말에는 정당 지지율이 10.3%에 이르기도 했다.
이후에는 강기갑이 당 대표에 선출되고, 이정희의원이 정책위의장이 되는 등, 국회의원단과 긴밀한 연관성이 있는 구조로 체제를 개편하였다.
2009년 들어 벌어진 재보궐선거에서는 민주당의 텃밭으로 알려진 호남 지역에서 1명의 광역의원, 1명의 기초의원을 당선시켰다. 한편, 울산 북구 국회의원 보궐선거에는 김창현 후보가 출마하였다가 진보신당의 조승수와의 여론조사 단일화를 이루며 사퇴하였고, 조승수가 울산 북구에 당선되었다. 이에 대해 민주노동당에서는 "진보진영 단일후보 조승수 후보의 승리에 박수를 보낸다."는 논평을 냈다.
2010년 지방선거에서는 민주당, 국민참여당, 창조한국당과 함께 야권 후보 단일화에 합의해 인천광역시에서 기초단체장 2명을 배출했고, 36명의 광역의원을 당선시켰다. 그리고 2011년 재보궐선거에서는 역시 야권 후보 단일화로 전남 순천에서 최초로 호남 출신 국회의원인 김선동 후보를 당선시켰다.
2010년에는 경향신문과 민주노동당 간의 마찰이 있었는데 경향신문은 '삼대세습을 비판 하는 것이 진보정당이 할 일'이라며 민주노동당을 비판했고, 이에 대해 민주노동당은 이것은 색깔론과 같은 것이라며, 경향신문을 비판하며 일부에서는 절독운동을 벌이기도 했다. 또한 11월 23일 연평도 포격에 대해서 민주노동당이 왜 비판하지 않느냐는 여론이 있었는데, 이에 대해서 민주노동당은 6.15남북 공동선언을 기초하여 이들 여론에 대해서 입장을 밝혔다.

## 정책과 성과
다음은 민주노동당의 강령의 일부이다.
우리는 민중의 정치세력화를 위해 끊임없이 노력해 왔다. 그러나 객관적 조건이 갖추어 지지 못했고 주체적 대응이 미숙했던 탓으로 성공적인 결실을 거두지 못했다. 민주노동당은 과거 진보정당 운동의 오류와 한계를 극복하면서 그 의지를 계승, 발전시킨다. 민주노동당은 어떠한 시련에도 굴복하거나 타협하지 않고, 작은 진전이나 성취에도 안주하지 않을 것이다.
민주노동당은 우리의 정신에 동의하는 모든 세력에게 문호를 개방하고 함께 하는 진보대연합의 길을 걷는다.

민주노동당은 노동자와 민중의 투쟁에 늘 함께 하고, 투쟁의 성과를 정치 권력의 장에 확장시킨다.
민주노동당은 노동의 현장, 문화의 현장 등 민중의 삶이 이루어지는 일상의 곳곳에서 지배 구조와 지배 이념에 대항하는 민중 권력을 구축한다.
민주노동당은 세계화된 자본에 맞서는 전 세계 노동자계급, 착취당하는 민중, 억압당하는 민족과의 국제 연대에 앞장서 정의와 평화가 넘쳐흐르는 인류 공동체를 건설해 간다.
민주노동당의 길은 민주와 평등과 해방의 길이다.

그 외에도 민주노동당은 부유세의 신설을 통한 빈부의 격차 해소와 국가보안법의 폐지 등을 주장하였다. 2002년 대선과 2007년 대선에서는 무상의료, 무상교육 정책이 큰 관심을 모았으며 이중 무상 급식은 민주노동당이 가장 먼저 내놓은 정책으로 2010년 ~ 2011년에 큰 관심을 불러 일으키며 정국의 주요 쟁점으로 떠올랐다. 이 외에도 신용카드 수수료 인하, 이자제한법, 상가건물 임대차보호법 같은 서민 정책도 민주노동당이 처음으로 내놓은 정책들이었다. 처음 민주노동당이 주장한 부유세도 참여정부에서 종합부동산세로 빛을 봤다.
일반적으로 다른 정당이나 언론에서는 민주노동당이 남북통일 문제에 가장 관심을 가지고 있으며, 북한과 관련된 정책만을 주되게 추진한다고 주장하나, 실제로 민주노동당이 대한민국 제17대 국회 기간 동안 추진한 대표적인 정책들은 다음과 같다.
- 비정규직 법안 반대
- 이라크 전쟁 파병 반대
- 한미 FTA 졸속추진 반대

파병반대 활동

- 무상교육, 무상의료 주장 및 복지예산 삭감 반대
- 대학 자율화 반대
- 부유세 신설 주장
- 남북교류 증진 요구

## 역대 대표
| 대수   | 역대 대표 | 직함               | 임기                               | 비고                                                                 |
| ------ | --------- | ------------------ | ---------------------------------- | -------------------------------------------------------------------- |
| 1      | 권영길    | 대표               | 2000년 1월 30일 ~ 2002년 3월 16일  |                                                                      |
| 2      | 권영길    | 대표               | 2002년 3월 16일 ~ 2004년 6월 6일   |                                                                      |
| 3      | 김혜경    | 대표최고위원       | 2004년 6월 6일 ~ 2005년 10월 31일  | 10.26 재보선 패배로 사퇴                                             |
| (임시) | 천영세    | 대표직무대행       | 2005년 11월 1일 ~ 2006년 2월 10일  | 지도부 총사퇴로 직무대행                                             |
| (임시) | 권영길    | 비상대책위원장     | 2005년 12월 5일 ~ 2006년 2월 10일  | 10.26 재보선 패배로 비대위 구성                                      |
| 4      | 문성현    | 대표최고위원       | 2006년 2월 10일 ~ 2007년 12월 29일 | 대한민국 제17대 대통령 선거 패배로 사퇴                              |
| (임시) | 심상정    | 비상대책위원장     | 2008년 1월 12일 ~ 2008년 2월 4일   | 대한민국 제17대 대통령 선거 패배로 비대위 구성, 혁신안 부결되자 사퇴 |
| (임시) | 천영세    | 대표직무대행       | 2007년 12월 30일 ~ 2008년 2월 19일 | 비대위 총사퇴로 직무대행                                             |
| (임시) | 천영세    | 혁신비상대책위원장 | 2008년 12월 19일 ~ 2008년 7월 25일 | 진보신당 창당으로 분당되자 혁신비대위 구성                           |
| 5      | 강기갑    | 대표최고위원       | 2008년 7월 25일 ~ 2010년 7월 16일  |                                                                      |
| 6      | 이정희    | 대표최고위원       | 2010년 7월 16일 ~ 2011년 12월 5일  | 통합진보당으로 신설합당                                              |

## 주요 선거 결과

### 대통령 선거
|  | 3.9% |

|  | 3.0% |

### 국회의원 선거
|  | 0% |

|  | 0% |

|  | 0.82% |

|  | 13.1% |

|  | 3.34% |

|  | 0.82% |

|  | 5.7% |

|  | 1.67% |

### 지방선거
|  | 0% |

|  | 0.86% |

|  | 1.61% |

|  | 0% |

|  | 0% |

|  | 2.05% |

|  | 2.29% |

|  | 0% |

|  | 1.32% |

|  | 3.15% |

|  | 3.97% |

## 역대 당 대회

### 민주노동당 창당대회
2000년 1월 30일, 민노당 창당대회는 강령과 정강정책을 채택한 뒤, 권영길 전국민주노동조합총연맹 초대 위원장을 당 대표로 선출했다.

### 2000년 민주노동당 임시 당 대회
2000년 4월 14일, 대한민국 제16대 총선 득표수 미달로 해산된 민노당은 5월 24일 재등록한 뒤 6월 11일 당 대회에서 16대 총선 공식 평가안을 의결하고 김혜경 전 서울 관악구 의원과 최순영 전 경기 부천시 의원을 여성 부대표로 선출했다.

### 2001년 민주노동당 정기 당 대회
2001년 2월 24일, 민노당 대회는 2001년 사업계획과 진보세력 연대를 통한 재창당 방안, 2002년 양대선거 기본 방침등을 논의했다.

### 2002년 민주노동당 정기 당 대회
| 득표순위 | 이름     | 득표수   | 득표율 | 비고     |
| -------- | -------- | -------- | ------ | -------- |
| 1        | 권영길   | 294      | 69.2%  | 대표     |
| 2        | 정윤광   | 131      | 30.8%  | 공동대표 |
| 총투표수 | 총투표수 | 총투표수 | 425    |          |

2002년 3월 16일, 민노당 당 대회는 경선을 통해 권영길 대표를 대표로 재선출했다.

### 2003년 민주노동당 정기 당 대회
2003년 3월 1일, 민노당대회는 비례대표 공천과 당원소환권을 골자로 당헌을 개정하고, 부대표 보궐선거를 치러 김형탁 전 민주노총 부위원장을 부대표로 선출했다.

### 2003년 민주노동당 임시 당 대회
2003년 11월 1일, 민노당 대회는 농민위원회 신설과 농민에 대한 부문할당 등 전국농민회총연맹과의 합의를 인준했다.

### 2004년 민주노동당 정기 당 대회
| 득표순위 | 이름     | 득표수   | 득표율 | 비고         |
| -------- | -------- | -------- | ------ | ------------ |
| 1        | 김혜경   | 10,702   | 64.4%  | 대표최고위원 |
| 2        | 정윤광   | 4,116    | 24.8%  |              |
| 3        | 김용환   | 1,469    | 8.8%   |              |
| 총투표수 | 총투표수 | 총투표수 | 16,287 |              |

2004년 6월 6일, 민노당 당 대회는 전자투표를 도입한 진성당원 총투표를 통해 당직자 선거를 치른 결과, 대한민국 제17대 총선 원내진입 이후 대거 유입된 자주파의 지원을 받은 김혜경 부대표를 대표최고위원으로 선출하였다.

### 2005년 민주노동당 정기 당 대회
2005년 2월 27일, 민노당 대회는 혼재된 지역조직을 시군구 단위 지역위원회로 편제하는 것을 골자로 당헌을 개정하고, '주한미군을 감군 및 후방배치'한다는 강령을 '철수'로 개정하였다.

### 2005년 12월 민주노동당 중앙집행위원회
2005년 10월 31일, 김혜경 최고위가 10.26 재보선 패배에 책임을 지고 총사퇴하자 12월 5일, 민노당 중앙집행위는 당 국회의원-시도당위원장 연석회의가 추천한 권영길 전 대표를 중심으로 하는 비상대책위원회를 인준했다.

### 2006년 민주노동당 정기 당 대회
| 득표순위 | 이름     | 득표수   | 득표율 | 비고          |
| -------- | -------- | -------- | ------ | ------------- |
| 1        | 문성현   | 15,596   | 47.6%  | 결선투표 진출 |
| 2        | 조승수   | 14,682   | 44.8%  | 결선투표 진출 |
| 3        | 주대환   | 2,499    | 7.6%   |               |
| 총투표수 | 총투표수 | 총투표수 | 32,777 |               |

결선투표
| 득표순위 | 이름     | 득표수   | 득표율 | 비고         |
| -------- | -------- | -------- | ------ | ------------ |
| 1        | 문성현   | 16,547   | 53.6%  | 대표최고위원 |
| 2        | 조승수   | 14,315   | 46.4%  |              |
| 총투표수 | 총투표수 | 총투표수 | 31,150 |              |

2006년 2월 26일, 민노당 대회는 진성당원 총투표를 통해 문성현 경남도당 대표를 대표최고위원으로 선출한 뒤, 중앙위 명의로 발의된 결선투표 부정선거 의혹 진상조사단을 구성하고 최고위와 예비당원제 관련 당헌을 개정했다.

### 2006년 민주노동당 임시 당 대회
2006년 7월 24일, 민노당 대회는 국회의원 비례대표의 10%, 모든 선출직, 임명직 5%를 장애인에 할당하는 장애인할당제를 의결하고, 최고위원이 기타 당직을 의무로 맡게 하고 확대간부회의를 월 1회로 정례화, 시도당위원장에게 소집권을 부여하도록 당헌을 개정하였다.

### 2007년 민주노동당 정기 당 대회
2007년 3월 11일, 민노당 대회는 대의원 정족수 미달(2/3에 38표 부족)로 국민참여경선을 도입하는 당헌개정안을 부결시키고, 예결산 심의,의결권을 중앙위로 이관하는 안과 최고위원 숫자를 줄이고 정책위 의장과 사무총장을 대표최고위원이 임면하는 안 역시 부결시켰으나, 정기 당 대회 간격을 2년으로 연장하는 안은 통과시켰다.

### 2008년 1월 민주노동당 중앙위원회
대한민국 제17대 대통령 선거에서 대한민국 제16대 대통령 선거보다 득표가 감소하면서 일심회 사건을 비롯한 자주파의 종북 문제와 당직선거 부정 문제 등이 붉어지자 2007년 12월 29일, 문성현 최고위는 심상정 전 원내수석부대표를 비상대책위원장으로 추천한 뒤 총사퇴했다.
이후 2008년 1월 12일, 중앙위원회는 심상정 의원을 비상대책위원장으로 인준했다.

### 2008년 민주노동당 임시 당 대회
2008년 2월 3일, 민노당 대회는 '민주노총에 의존'하고 '친북 논란에 적극적 조처를 취하지 않았다'고 표현하는 대선패배평가와 종북논란을 일으킨 일심회 사건 관련 당원들을 제명안 등 비대위가 제안한 혁신안을 모두 부결시켰다. 이에 따라 심상정 비상대책위원장을 포함한 비대위원들과 평등파 당원들이 탈당해 진보신당을 창당한다.

### 2008년 2월 민주노동당 중앙위원회
2008년 2월 19일, 민노당 중앙위는 총사퇴 후 탈당해 진보신당을 창당한 혁신위를 대신해 천영세 대표대행을 위원장으로 하는 비상대책위원회를 인준했다.

### 2008년 민주노동당 대표 선출대회
| 순위 | 기호 | 이름   | 온라인 | 오프라인 | 총 득표 | 비고             |
| 순위 | 기호 | 이름   | 득표율 | 득표율   | 득표율  | 비고             |
| ---- | ---- | ------ | ------ | -------- | ------- | ---------------- |
| 1    | 2    | 강기갑 | 7,134  | 73       | 7,207   | 최고위원         |
| 1    | 2    | 강기갑 | 41.7   | 39.9     | 41.7    | 최고위원         |
| 2    | 5    | 이수호 | 3,261  | 37       | 3,298   | 최고위원         |
| 2    | 5    | 이수호 | 19.1   | 20.2     | 19.1    | 최고위원         |
| 3    | 4    | 오병윤 | 1,844  | 2        | 1,846   | 최고위원         |
| 3    | 4    | 오병윤 | 10.8   | 1.1      | 10.7    | 최고위원         |
| 4    | 5    | 박승흡 | 1,532  | 26       | 1,558   | 최고위원         |
| 4    | 5    | 박승흡 | 9      | 14.2     | 9       | 최고위원         |
| 5    | 1    | 유덕상 | 1,078  | 7        | 1,085   |                  |
| 5    | 1    | 유덕상 | 6.3    | 3.8      | 6.3     |                  |
| 6    | 9    | 최순영 | 753    | 6        | 759     | 여성 몫 최고위원 |
| 6    | 9    | 최순영 | 4.4    | 3.3      | 4.4     | 여성 몫 최고위원 |
| 7    | 7    | 이영순 | 678    | 25       | 703     | 여성 몫 최고위원 |
| 7    | 7    | 이영순 | 4      | 13.7     | 4.1     | 여성 몫 최고위원 |
| 8    | 6    | 이상현 | 654    | 6        | 660     |                  |
| 8    | 6    | 이상현 | 3.8    | 3.3      | 3.8     |                  |
| 9    | 8    | 우위영 | 168    | 1        | 169     | 여성 몫 최고위원 |
| 9    | 8    | 우위영 | 1      | 0.5      | 1       | 여성 몫 최고위원 |
| 합계 | 합계 | 합계   |        |          |         | -                |

2008년 7월 17일, 민노당 대회는 최고위원 경선을 통해 강기갑 전농 전 부의장, 이수호 전 민주노총 위원장, 오병윤 전 광주시당 위원장, 박승흡 대변인, 최순영 전 부대표, 이영순 전 의원, 우위영 전 문예위원장과 민주노총 몫의 이영희 민주노총 정치위원장과 전농 몫의 최형권 전농 정치위원장을 각각 최고위원으로 선출했으나, 과반 득표자가 없어 대표최고위원 선출을 위한 1,2위간 결선투표에 들어갔다.
| 득표순위 | 이름     | 득표수 | 득표율 | 비고         |
| -------- | -------- | ------ | ------ | ------------ |
| 1        | 강기갑   | 12,691 | 68.3%  | 대표최고위원 |
| 2        | 이수호   | 5,889  | 31.7%  | 최고위원     |
| 총투표수 | 총투표수 | 36,231 |        |              |

7월 23일부터 7월 24일까지 진행된 온오프라인 결선투표 결과, 강기갑 전 부의장이 이수호 전 위원장을 꺾고 대표최고위원으로 선출되었다.

### 2009년 민주노동당 정책 당 대회
2009년 6월 21일, 민노당 대회는 이명박 정부를 독재정권으로 규정하고 이에 맞서기 위해 민주당, 국민참여당 들과 연대할 것을 결의하였다.

### 2010년 민주노동당 임시 당 대회
2010년 3월 1일, 민노당 대회는 불법후원 논란으로 당원 전자투표가 불가능하게 되자, 제5회 전국동시지방선거에 한해 후보를 지역위 운영위, 당 대회에서 추천해 중앙위에서 인준하기로 결정했다.

### 2010년 민주노동당 대표 선출 대회
| 득표순위 | 이름     | 득표수   | 득표율 | 비고     |
| -------- | -------- | -------- | ------ | -------- |
| 1        | 이정희   | 5,082    | 37.3%  | 최고위원 |
| 2        | 장원섭   | 2,600    | 19.1%  | 최고위원 |
| 3        | 김성진   | 2,083    | 15.3%  | 최고위원 |
| 4        | 정성희   | 1,812    | 13.3%  | 최고위원 |
| 5        | 김승교   | 1,508    | 2.1%   |          |
| 6        | 김혜영   | 530      | 2.1%   |          |
| 총투표수 | 총투표수 | 총투표수 | 13,615 |          |

2010년 민노당은 7월 3일부터 7월 7일까지 진성당원 총투표로 치러진 당직자선거를 통해 이정희 의원, 장원섭 전 광주시당 위원장, 김성진 전 최고위원, 정성희 전 사무부총장을 일반명부 최고위원으로 선출했다.
대표최고위원은 최고위원 선거 1,2위를 차지한 이정희 최고위원과 장원섭 최고위원 간의 결선투표를 통해 선출될 예정이었으나, 장원섭 후보의 사퇴로 이정희 후보가 찬반투표를 통해 대표최고위원으로 선출되었다.

### 2011년 민주노동당 정책 당 대회
2011년 6월 19일, 민노당 대회는 진보신당과의 합당을 통한 통합진보정당 건설과 당 강령에서의 '민주적 사회주의' 문구 삭제를 의결했다.

### 2011년 8월 민주노동당 임시 당 대회
2011년 8월 28일, 민노당 대회는 진보신당과의 통합 합의문을 통과시키고, 국민참여당과의 합당 안을 부결시켰다.

### 2011년 9월 민주노동당 임시 당 대회
2011년 9월 25일, 민노당 대회는 참여당과의 통합 안을 상정, 64.6%의 찬성을 받아 합당에 필요한 의결 정족수 66.7%를 채우지 못해 부결되었다.

### 2011년 11월 민주노동당 임시 당 대회
2011년 11월 27일, 민주노동당 대회는 당권파 지도부의 의견에 따라 국민참여당과의 합당을 의결함으로써, 민주노동당, 국민참여당, 새진보통합연대는 통합진보당으로 출범하였다.

## 사건과 비판

### 전공노, 전교조의 정치활동 수사 관련 논란
2010년 2월 6일, 경찰이 전국교직원노동조합과 전국공무원노동조합의 정치활동 혐의 규명을 위해 영장을 발부 받아 확보하려던 민주노동당 홈페이지 서버 하드디스크를 민주노동당 관계자들이 빼내고 제출하지 않았다.
전교조와 전공노의 불법 정치 행위를 수사하던 경찰은 이들의 당원 가입, 당비 납부, 투표 기록 등을 확인하기 위해 수색 영장을 발부 받아 경기도 성남시 분당구 KT 인터넷데이터센터(IDC) 서버관리실에 있는 민주노동당 홈페이지 및 투표사이트 서버를 압수수색하였지만 관련 기록이 저장되어 있던 하드디스크 2개가 사라져서 압수수색에 실패하였다. 그리고 사라진 하드디스크 2개는 서버관리업체인 스마일서브 직원이 민주노동당의 요구로 하드디스크를 빼내서 전달한 것이 확인되었다.
이에 민주노동당은 압수수색이 종료된 것으로 알고 당의 사유재산을 따로 보관한 것으로 법적으로 아무 문제가 없다고 해명했다. 그러나 검찰은 “민주노동당 측 주장은 범죄를 정당화하려는 시도에 불과하다”며 이는 영장집행중에 행한 증거인멸죄에 해당한다고 반박했다.
또한 압수수색과정에서 선관위에 등록되지 않은 민주노동당 계좌에서 10억원이 강기갑 대표 등 당직자의 계좌에 유입된 사실이 드러났다. 그동안 당의 공식 계좌로 입금되었다거나 노조조합비라고 밝혔던 돈이 소속 국회의원에게 넘어간 것에 대한 비판받고 있다.

### 친북 종북 성향 의혹 관련 비판
정계와 인터넷에서 민주노동당의 행보가 친북, 종북 성향을 보인다는 비판을 받아왔다. 2011년 5월 30일 진보진영에서 논의중인 통합정당 정책 합의 과정 중 진보신당이 통합진보정당의 정책으로 “북한의 3대 세습 반대 입장을 채택하자”고 요구한 데 대해 민주노동당 이정희 대표는 “분단의 이분법”이라며 비판해 물의를 빚은 바 있다.

### 해산 청원
이러한 가운데 2011년 8월 26일 국민행동본부(본부장 서정갑)과 국가정상화추진위원회(위원장 고영주)에서 민주노동당 해산 청원에 나선 사실도 있다. 이들은 법무부에 '해산청원서'를 내면서 다음과 같이 언급했다.
- 민주노동당은 목적 및 활동이 모두 민주적 기본질서에 위배되므로, 헌법재판소에 위 정당에 대한 해산심판청구를 할 것을 청원한다. (후략)

이에 대해 헌법학자인 김철수 서울대 법대 명예교수는 2011년 8월 12일 한 일간지에 기고한 칼럼에서 민주노동당은 헌법적으로 해산해야 한다고 주장했다.

## 같이 보기
- 대한민국의 진보정당
- 대한민국의 역대 정당
- 진보신당
- 통합진보당